# Ронки, Альберто
Альберто Ронки (итал. Alberto Ronchey; 27 сентября 1926, Рим — 5 марта 2010, Рим) — итальянский журналист и политик, министр культурного и природного наследия (1992—1994).

## Биография
Родился 27 сентября 1926 года в семье с давними шотландскими корнями, сын мелкого предпринимателя, республиканца по убеждениям Уго Ронки и Марии Кардинали.
Директор издания La Voce repubblicana и редактор газеты Il Mondo, с 1959 года сотрудничал в газете La Stampa в качестве московского корреспондента и специального корреспондента; впоследствии возглавлял газету с 1968 по 1973 год. Занимал должность редактора в Corriere della Sera с 1974 по 1981 год и с 1984 по 1988 год, а также в La Repubblica (1981—1984, 1988—1994). Президент издательской группы RCS (1994—1998), входил в совет директоров промышленного холдинга HdP с 1998 по 2002 год.
Министр культурного и природного наследия (1992—1994).
Умер 5 марта 2010 года.

## Избранные труды
- La Russia del disgelo (1963);
- L’ultima America (1967);
- Atlante ideologico (1973);
- La crisi americana (1975);
- Accadde in Italia, 1968-77 (1977);
- USA-URSS. I giganti malati (1980);
- Chi vincerà in Italia? La democrazia bloccata, i comunisti e il fattore K (1982);
- Giornale contro (1985);
- I limiti del capitalismo (1991);
- Fin di secolo in fax minore (1995);
- Atlante italiano (1997);
- Accadde a Roma nell’anno 2000 (1998);
- Il fattore R (2004);
- Viaggi e paesaggi in terre lontane (2007).